# 薛四家奴
薛四家奴（?—?），燕地人，元朝军事人物，薛塔剌海之孙，薛军胜之子。
丞相阿术想要让千户刘添喜摄帅府事，薛四家奴当时年方十六岁，请求从军自效，忽必烈称赞他后同意了。至元八年（1271年），始袭父爵为都元帅。至元十年（1273年）十二月，襄、樊未克，四家奴立炮攻打。次年正月，南宋襄阳守将吕文焕降元。薛四家奴跟随丞相伯颜南伐，十月，至郢州，先登。元军渡江后，薛四家奴自郑州攻下沿海诸城堡，兵至建康府。至元十二年（1275年），授武节将军。六月，在峪溪口与宋将夏贵交战，夺其船二百余艘。十一月，克常州。十二月，克苏州。至元十三年（1276年），攻克镇巢。七月，围扬州，擒获宋将李庭芝。九月，进阶怀远将军，率军平浙东诸州。参与攻打福建滦江，力战击败宋兵，获战舰千余艘。至元十六年（1279年），进阶镇国将军，镇守扬州。至元二十二年（1285年），改为万户。